# Illusioner
Illusioner är en svensk dramafilm från 1994 i regi av Lars Mullback.

## Om filmen
Filmen premiärvisades 23 september 1994 och var regissören Lars Mullbacks regidebut som långfilmsregissör. Redan innan Illusioner haft premiär fick Mullback ett erbjudande från USA att sälja manuset och filmrättigheterna.

## Rollista i urval
- Anders Ekborg - Christer
- Reine Brynolfsson - Erik
- Jonna Järnefelt - Marie
- Birgitte Söndergaard - Karin
- Claes Månsson - Kjell
- Siv Ericks - Rut
- Kim Rhedin - advokaten
- Elsie Höök - borggrundaren
- Sture Ström - domaren
- Joe Labero - illusionisten
- Arthur Hultling - Ingmar
- Monica Nordquist - kvinnan
- Karin Bjurström - kvinnliga polisen
- Björn Granath - läkaren

Musiker
- (Kalle Moraeus)
- (Anders Nilsson)
- (Olle Nyberg)
- (Kent Blomkvist)
- (Gösta Engström)

## Musik i filmen
- Yes! We Have No Bananas (Vi har inga bananer), kompositör och engelsk text Frank Silver och Irving Conn, svensk text Karl Gerhard
- Bar to Bar (Another Hot Shot), kompositör Sebastian Sundblad, text Gösta Engström
- When a Man Loves a Woman, kompositör Calvin Lewis, text Calvin Lewis och Andrew Wright
- Orgelsats, kompositör Sten Rolandsson